# 강번 (1881년)
강번(姜藩, 일본식 이름: 豊田藩도요타 한, 1881년 12월 1일 ~ 1944년 5월 6일)은 일제강점기의 관료 겸 금융인, 기업인으로, 본적은 서울특별시 종로구 낙원동이다.

## 생애
1898년 배재학당을 졸업한 뒤 일본으로 건너갔으며 1903년 도쿄 세이소쿠가쿠엔 중학교(현재의 세이소쿠가쿠엔 고등학교)에서 일어 및 보통과, 1906년 수학 및 이화학을 전공했다. 1908년 12월 미국으로 유학했고 1909년 1월 공립협회 샌프란시스코지방회에 가입했다. 1910년부터 1913년까지 로스엔젤레스 시립중학교를 졸업한 뒤 서던캘리포니아 대학교 예비과를 수료했고 1911년 8월 샌프란시스코기독청년회 야학교에 입학했다.
1909년 4월 대한인국민회 로스엔젤레스지방회 회원으로 가입한 뒤부터 서기(1909년 6월)와 총무(1909년 6월), 사무원(1910년 3월)으로 활동했고 1911년 6월 대한인국민회 북미총회 서기를 역임했다. 1911년 7월 신한민보사에 입사한 뒤부터 편집사무를 담당했으며 이와 동시에 대한인국민회 샌프란시스코지방회 회장과 북미지방총회 총무로 임명되었다. 1911년 12월 대한인국민회 시카고지방회 대리의원과 북미지방총회 법무원으로 임명되었고 1914년 4월 플로리다농업단 창설 발기인으로 참여했다.
1914년 5월 30일 미국 생활을 끝내고 조선으로 귀국했으며 1919년 7월부터 1920년까지 한일은행 예금계 주임과 서무계 주임, 1920년부터 1922년까지 한일은행 서무과장과 남대문지점장을 역임했다. 1922년 9월 한일은행 원산지점장, 1925년 1월 한일은행 이사로 재직했고 1925년 12월 조선실업구락부 회원, 1930년 4월 대전군농회 특별의원으로 활동했다.
1925년 북선(北鮮)창고주식회사 감사, 1931년 선남(鮮南)창고주식회사 대표이사를 역임했으며 1933년 경상합동은행주식회사 대주주를 역임했다. 1933년 5월 10일에 실시된 충청남도회의원에 출마했지만 차점자로 낙선했고 1935년 11월 20일 충청남도 대전부회의원으로 임명되었다. 1934년부터 1940년까지 대전상공회의소 의원 및 부회두를 역임했으며 1936년 6월 3일부터 1939년 6월 2일까지 그리고 1941년 6월 23일부터 1944년 5월 6일 사망할 때까지 조선총독부 중추원 참의를 역임했다.
1939년 1월 3일 《매일신보》에 조선총독부 중추원 참의 명의로 일본의 중국 침략 전쟁 승리를 축하하고 일본군의 무운장구를 기원하는 내용을 담은 광고를 게재했으며 1941년 10월 조선임전보국단 발기인으로 참여했다. 친일파 708인 명단의 중추원 부문, 민족문제연구소의 친일인명사전 수록자 명단의 중추원 부문, 경제 부문, 친일반민족행위진상규명위원회가 발표한 친일반민족행위 705인 명단에 포함되었다.

## 참고자료
- 친일반민족행위진상규명위원회 (2009). 〈강번〉. 《친일반민족행위진상규명 보고서 Ⅳ-1》. 서울. 115~125쪽.